# Oh ! Ma jolie Sarah
Singles de Johnny Hallyday
Essayez
(5 janvier 1971) Fils de personne
(22 septembre 1971)
Oh ! Ma jolie Sarah est une chanson de Johnny Hallyday, sortie en 1971. Écrite par Philippe Labro, Tommy Brown et Mick Jones, Oh ! Ma jolie Sarah compte parmi les grands succès de son interprète, qui l'inscrit régulièrement à son tour de chant.

## Histoire
Philippe Labro est le premier auteur à écrire l'ensemble des textes d'un album de Johnny Hallyday. Enregistré à Londres, l'album Flagrant délit sort le 19 juin 1971. Ho ! Ma jolie Sarah titre phare de l'opus, le précède et est diffusé sur les ondes et en 45 tours dès avril. Son succès est immédiat et le titre s'inscrit parmi les plus gros succès des années 1970. 
Ho ! Ma jolie Sarah est à partir de septembre, l'un des moments forts du spectacle de Johnny Hallyday sur la scène du Palais des sports de Paris ; plus rythmée, dans une version plus longue, entouré par ses choristes Madeline Bell (en), Doris Troy, Juanita Franklin et Nanette Workman, Johnny fait durer le titre plus de six minutes. 
Le hit reste inscrit au tour de chant d'Hallyday jusqu'en 1974. Absent durant plusieurs années, il réapparait au répertoire du chanteur à l'occasion d'un Palais des sports en 1982. Le chanteur a régulièrement repris la chanson...

## Réception
Le titre se classe n°1 des ventes en France durant 5 semaines en juin et s’écoule à plus de 500 000 exemplaires.

### Classements hebdomadaires
| Classement (1971) | Meilleure position |
| ----------------- | ------------------ |
| France            | 1                  |

## Discographie
1971 :
- 45 tours Philips 6118001 : Oh ! Ma jolie Sarah, Que j'aie tort ou raison (Une faute d'orthographe sur la pochette - Que j'ai tort ou raison au lieu de Que j'aiE tort ou raison - contraint la maison de disque à sortir une seconde édition du 45 tours[5],[6]).
- album Flagrant délit
- Johnny enregistre une version anglaise du titre, Gentle Sarah, qui reste inédite jusqu'en 1993, année de la sortie d'une intégrale CD.

Discographie live :
- 1971 : Live at the Palais des sports
- 1972 : Olympia 1972 (inédit jusqu'en 2019)
- 1972 : Johnny Circus été 1972 (resté inédit jusqu'en 2022, sortie posthume)
- 1973 : Live Olympia 1973
- 1982 : Palais des sports 82
- 1993 : Parc des Princes 1993
- 1995 : Lorada Tour
- 1998 : Stade de France 98 Johnny allume le feu
- 2013 : On Stage
- 2016 : Rester Vivant Tour

## Reprise et adaptation
- 1971 : Tommy Brown (batteur et compositeur pour Johnny Hallyday), enregistre, sous son véritable nom Thomas F. Browne[7], une adaptation anglaise, Gentle Sarah diffusée sur disque en Angleterre.
- 2018 : Sylvie Vartan reprend Oh ! Ma jolie Sarah en 2018, sur l'album Avec toi.